# 洩
洩（せつ）は、夏朝の第10代帝。『竹書紀年』によると、在位21年。